# Commission scolaire des Bois-Francs
 (septembre 2020).
Pour les raisons suivantes :
- Les commissions scolaires québécoises étaient une forme de gouvernement local composé de commissaires élus et disposant de pouvoirs de taxation. Leur admissibilité dans Wikipédia est bien établie.
- Par contre, les centres de service scolaires sont plutôt des centres administratifs relevant du ministère de l'Éducation. Leur mode de gestion et leurs pouvoirs sont différents de ceux des commissions scolaires. Leur admissibilité selon les critères de Wikipédia n'a pas encore été démontrée.
- Vu leur nature différente, les éventuels articles sur les centres de services scolaires devraient être distincts de ceux des commissions scolaires, et non des renommages de ceux-ci.
- Les contributeurs sont invités à discuter de ce sujet sur Discussion Projet:Québec.

La commission scolaire des Bois-Francs (CSBF) est une ancienne commission scolaire québécoise. Elle est abolie le 15 juin 2020, et remplacée par un Centre de services scolaire responsable de l'éducation scolaire sur le territoire de la MRC d'Arthabaska et de L'Érable, sauf Saint-Ferdinand et Saints-Martyrs-Canadiens desservis pour la commission scolaire des Appalaches. Elle regroupe environ 1400 professionnels et 14 500 élèves, jeunes et adultes, dans 52 écoles et centres de formation.

## Districts
Le centre de services scolaire, qui succéde à la commission scolaire  à partir du 15 juin 2020, a divisé le territoire en cinq districts.

### VictoriavilleNord
Total d'élèves : 2631
- École La Myriade J.-P.-H.-Massicotte, Victoriaville
- École Sainte-Famille, Victoriaville
- École Cœur-Immaculé, Saint-Valère
- École La ribambelle Wilfrid-Labbé, Victoriaville
- École Le manège, Victoriaville
- École Sainte-Marguerite-Bourgeoys, Victoriaville
- École Monseigneur-Grenier, Victoriaville
- École Notre-Dame-de-l'Assomption, Victoriaville
- École Centrale. Saint-Samuel
- École secondaire Le tandem Albert-Morissette, Victoriaville

### Warwick (Québec)
Total d'élèves : 1622
- École de la Fermentière, Warwick
- École communautaire l'Eau Vive, Warwick
- École Saint-Cœur-de-Marie, Tingwick
- École secondaire Monique-Proulx, Warwick
- École Sainte-Marie - Saint-Médard, Warwick
- École La Sapinière - Amédée-Boisvert, Sainte-Clotilde-de-Horton - Saint-Albert
- École Cascatelle, Kingsey Falls

### Victoriaville Sud
- École Saint-David, Victoriaville
- École Saint-Gabriel-Lalemant, Victoriaville
- École Saint-Paul, Chesterville
- École Monseigneur-Milot, Victoriaville
- École Notre-Dame-des-Bois-Francs - Saint-Christophe, Victoriaville
- École Pie-X, Victoriaville (Considérer comme la meilleure école primaire à Victoriaville)
- École Notre-Dame-du-Perpétuel-Secours, Ham-Nord
- École secondaire Le boisé, Victoriaville
- CFER Normand-Maurice, Victoriaville
- Centre Monseigneur-Côté, Victoriaville
- Centre formation professionnelle Vision 20 20 - CIFIT - Le Trécarré, Victoriaville

Total d'élèves : 3837

### Prince-Daveluy
Total d'élèves : 1617
- École Prince-Daveluy, Princeville
- École Sacré-Cœur, Princeville
- École Notre-Dame-de-l'Assomption, Daveluyville
- École de la Croisée, Saint-Rosaire
- École Notre-Dame, Saint-Norbert
- École secondaire Sainte-Marie, Princeville
- École secondaire Sainte-Anne, Daveluyville

### Plessisville (paroisse)
Total d'élèves : 2082
- Centre d'éducation préscolaire La Samare, Plessisville
- École Notre-Dame - Jean-Rivard, Plessisville
- École Sainte-Julie - Bon-Pasteur, Laurierville - Lyster
- École Jean-XXIII - Marie-Immaculée, Saint-Cœur-de-Marie - Inverness - Sainte-Sophie-d'Halifax - Saint-Pierre-Baptiste
- École Sainte-Famille, Plessisville
- École Saint-Édouard, Plessisville
- École Notre-Dame - Sainte-Thérèse - Centrale, Notre-Dame-de-Lourdes - Val-Alain - Villeroy
- Polyvalente La Samare, Plessisville
- Centre d'éducation des adultes André Morissette, Plessisville
- Centre de formation professionnelle André Morissette, Plessisville

## Services
Au préscolaire :
- Programme d’animation « Passe-Partout »
- Maternelle

Au primaire :
- Programme régulier axé sur le renouveau pédagogique
- Anglais intensif ou accru
- Classes TIC
- Vélo 6
- Pédagogie Waldorf

Au secondaire :
- Programme régulier
- Éducation internationale (PEI)
- Langues modernes (anglais enrichi et espagnol)
- Arts visuels approche multimédia
- Arts plastiques
- Sport-études
- Études-sport
- Concentration Musique
- Concentration Sport
- Concentration en langues
- Programme de soutien
- Programme entrepreneuriat
- Communication et médias
- Apprentissage par projet (APP)
- Apprentissage par projet, anglais enrichi (APPI)
- Voie enrichie
- Voie professionnelle
- Scientifique
- Ouverture sur le monde (POM)
- Ouverture sur les sociétés (anglais enrichi)
- Formation individualisée
- Groupes intégrés
- Projet personnel d’orientation (PPO)

Services spécialisés
Élèves handicapés, en difficulté d’adaptation ou d’apprentissage :
- Classe de maturation
- Classe de langage et de communication
- Secondaire avec aide
- Secondaire avec aide - voie professionnelle
- Cheminements particuliers continus (C.P.C.)
- Déficience intellectuelle moyenne à sévère profonde
- Parcours de formation axée sur l’emploi - Formation préparatoire au travail (CFER Normand-Maurice)
- Parcours de formation axée sur l’emploi - Formation métier semi-spécialisé (École entreprise Prince-Daveluy)
- Centre d’aide personnalisée (CAP)
- Formation individualisée
- Transition école vie active (T.É.V.A.)
- L’École alternative La Fermentière

## Administration

### Année scolaire 2007-2008
Un budget de 110,9 millions : 
- 50,49 % du budget est consacré aux activités de l’enseignement ;
- 18,99 % du budget est consacré aux activités de soutien à l’enseignement et à la formation ;
- 9,93 % du budget est consacré aux activités parascolaires.

11 671 élèves
1 600 adultes en formation
1 018 élèves en formation professionnelle
52 écoles et centres 
Avec ses 1 417 professionnels de l’éducation, la CSBF est le 2e plus important employeur de la région.

### Direction générale 2012
Le directeur général de la commission scolaire des Bois-Francs, M. François Labbé, assume la responsabilité complète de la gestion des programmes et des ressources pour l’ensemble des services et des établissements et assure le suivi et l’exécution des décisions du conseil des commissaires et du comité exécutif.
M. Labbé voit à l’actualisation du plan stratégique et à son évaluation. À cet effet, il s’assure du développement de l’organisation en étroite collaboration avec les établissements. Rassembler et mobiliser l’ensemble du personnel selon une approche de partage des responsabilités, de support aux personnes, de gestion souple et simple est un modèle qu’elle privilégie.
Le directeur général s’assure que la commission scolaire contribue au développement régional par la mise en place de partenariats au bénéfice de la clientèle scolaire. Ainsi, l’implication des établissements dans la communauté est fortement priorisée, notamment au niveau du développement économique, social, culturel, sportif et municipal.

## Établissements

### Écoles Primaires
- Centre d'éducation prescolaire La Samare (Plessisville)
- École Amédée-Boisvert (Saint-Albert)
- École Bon-Pasteur (Lyster)
- École Cascatelle (Kingsey Falls)
- École Centrale de Saint-Samuel (Saint-Samuel)
- École Centrale de Villeroy (Villeroy)
- École Cœur-Immaculé (Saint-Valère)
- École Communautaire l'Eau-Vive (Victoriaville)
- École de la Croisée (Saint-Rosaire)
- École J.-P.-H.-Massicotte/La Myriade (Victoriaville)
- École Jean-Rivard (Plessisville)
- École Jean-XXIII (Inverness)
- École La Rimbambelle Wilfrid-Labbé (Victoriaville)
- École La Sapinière (Sainte-Clotilde-de-Horton)
- École Le Manège (Victoriaville)
- École Marie-Immaculée (Sainte-Sophie-d'Halifax)
- École Monseigneur-Grenier (Victoriaville)
- École Monseigneur-Milot (Victoriaville)
- École Notre-Dame de Norbertville (Norbertville)
- École Notre-Dame de Notre-Dame-de-Lourdes (Notre-Dame-de-Lourdes)
- École Notre-Dame de Plessisville (Plessisville)
- École Notre-Dame-de-l'Assomption de Daveluyville (Daveluyville)
- École Notre-Dame-de-l'Assomption de Victoriaville (Victoriaville)
- École Notre-Dame-des-Bois-Francs (Victoriaville)
- École Notre-Dame-du-Perpétuel-Secours (Ham-Nord)
- École Pie-X (Victoriaville)
- École Sacré-Cœur (Princeville)
- École Saint-Christophe (Victoriaville)
- École Saint-Cœur-de-Marie de Saint-Pierre-Baptiste (Saint-Pierre-Baptiste)
- École Saint-Cœur-de-Marie de Tingwick (Tingwick)
- École Saint-David (Victoriaville)
- École Saint-Édouard (Plessisville)
- École Saint-Gabriel-Lalemant (Victoriaville)
- École Saint-Médard (Warwick)
- École Saint-Paul (Chesterville)
- École Sainte-Famille de Plessisville (Plessisville)
- École Sainte-Famille de Victoriaville (Victoriaville)
- École Sainte-Julie (Laurierville)
- École Sainte-Marguerite-Bourgeoys (Victoriaville)
- École Sainte-Marie de Warwick (Warwick)
- École Sainte-Thérèse (Val-Alain)

### Écoles secondaires
- Centre de formation en entreprise et récupération Normand-Maurice (Victoriaville)
- École Alternative La Fermentière (Warwick)
- École-Entreprise Prince-Daveluy (Princeville)
- École Secondaire J.-P.-H.-Massicotte (Victoriaville)
- École Secondaire Le Boisé (Victoriaville)
- École Secondaire Le Tandem (Victoriaville)
- École Secondaire Monique-Proulx (Warwick)
- École Secondaire Sainte-Anne (Daveluyville)
- École Secondaire Sainte-Marie (Princeville)
- Polyvalente La Samare (Plessisville)

### Centres de Formation Professionnelle
- Centre de formation professionnelle André-Morissette (Plessisville)
- Centre de formation professionnelle Vision 20 20 (Victoriaville)
- Centre intégré de formation et d'innovation technologique (Victoriaville)
- Polyvalente La Samare (Plessisville)